# Discosomidae
Famille
Les Discosomidae sont une famille de cnidaires de l'ordre des Corallimorpharia.

## Liste des genres
Selon World Register of Marine Species (28 janvier 2021) :
- genre Amplexidiscus Dunn & Hamner, 1980 — 1 espèce
- genre Discosoma Rüppell & Leuckart, 1828 — 11 espèces
- genre Metarhodactis Carlgren, 1943 — 1 espèce
- genre Platyzoanthus Saville-Kent, 1893 — 1 espèce
- genre Rhodactis Milne Edwards & Haime, 1851 — 7 espèces

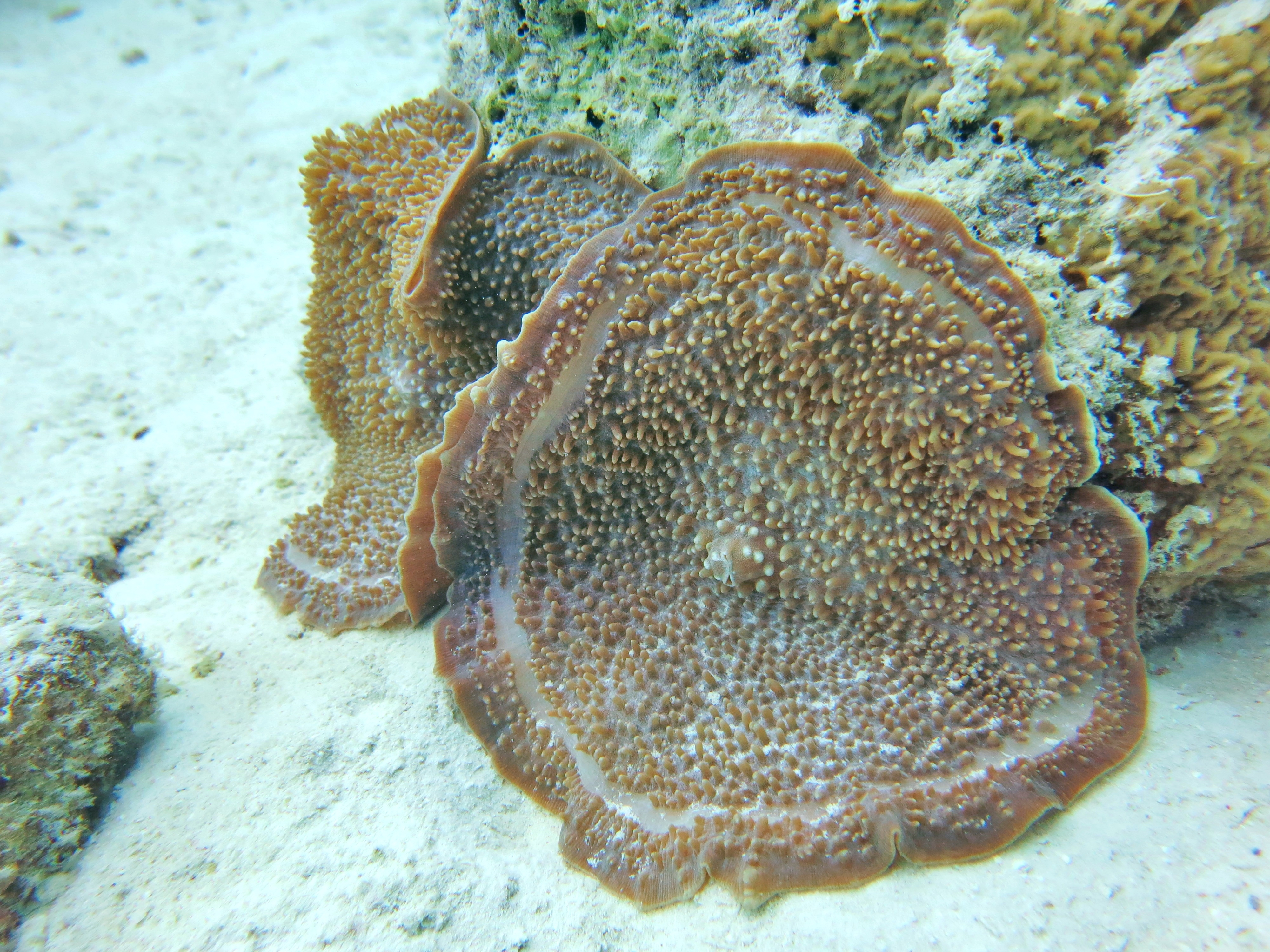
Amplexidiscus fenestrafer
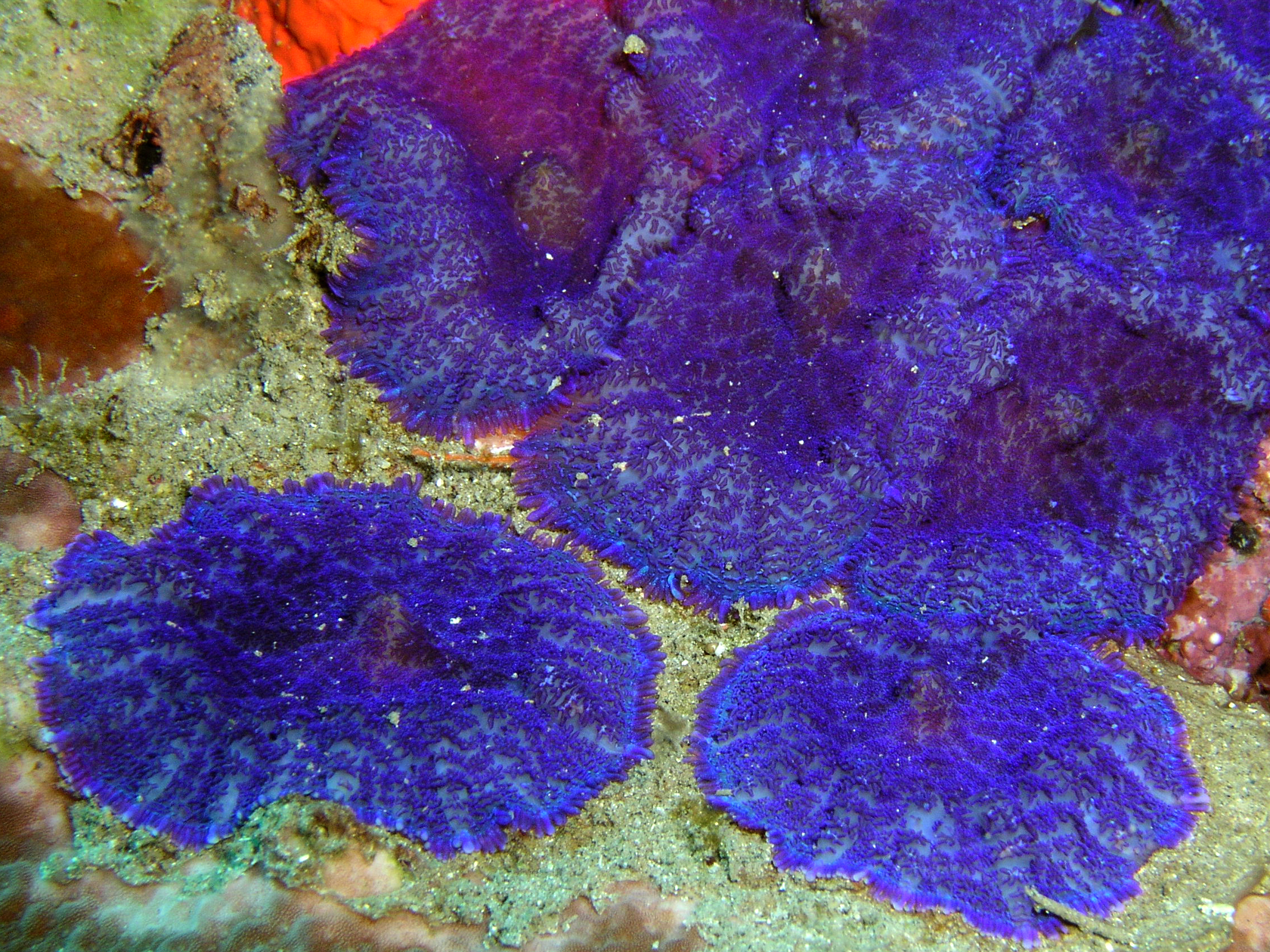
Discosoma sp.
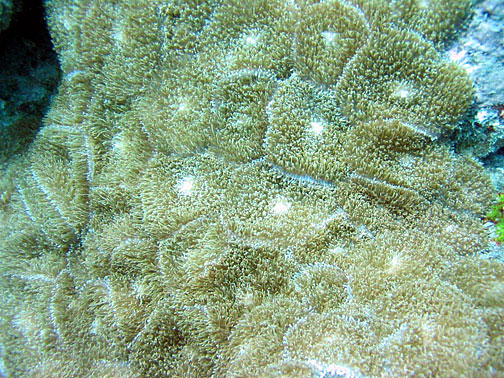
Rhodactis rhodostoma